# Jakob Andkjær
Jakob Andkjær (Dinamarca, 7 de mayo de 1985) es un nadador danés retirado especializado en pruebas de estilo mariposa corta distancia, donde consiguió ser medallista de bronce mundial en 2007 en los 50 metros estilo mariposa.

## Carrera deportiva
En el Campeonato Mundial de Natación de 2007 celebrado en Melbourne ganó la medalla de bronce en los 50 metros estilo mariposa, con un tiempo de 24.56 segundos, tras el sudafricano Roland Schoeman  (oro con 23.18 segundos) y el estadounidense Ian Crocker (plata con 24.47 segundos).